# Alejandro Roemmers
Alejandro Guillermo Roemmers Colman (Buenos Aires, Argentina, el 11 de febrero de 1958) es un escritor, filántropo y empresario argentino.
Preside la Fundación Argentina para la Poesía, es presidente Honorario de la Fundación Americana de Poesía, miembro de honor del Instituto Literario y Cultural Hispánico.

## Biografía
Es hijo de Hebe Colman Miller y Alberto Werner Heinz Roemmers Wolter, nieto de Candelaria Nicolasa Wolter Alemán y Alberto José Roemmers, fundador del laboratorio Roemmers.
Estudió en los colegios Goethe de Buenos Aires y San Juan el Precursor de San Isidro.
Formó parte de la administración de Laboratorio Roemmers de su  abuelo Alberto Roemmers, con negocios en varios países de América. Actualmente el laboratorio farmacéutico está a cargo de sus hermanos.

## Escritor
En 2008 presentó El regreso del joven príncipe,autor Morir lo necesario, junto al escritor, Mario Vargas Llosa, la autora de libros, María Rosa Lojo, y el poeta español, Luis Alberto de Cuenca.y en 2024 El Joven Príncipe junto a María Laura Santillán y Luis Novaresio.

### Obras
| Año  | Obras literarias                    | Género           |
| ---- | ----------------------------------- | ---------------- |
| 1982 | Soñadores Soñad                     | Poesía           |
| 1982 | Ancla Fugaz                         | Poesía           |
| 1996 | España en mí                        | Poesía           |
| 2001 | Más allá                            | Poesía           |
| 2006 | Poemas elegidos                     | Poesía           |
| 2006 | Como la arena                       | Poesía           |
| 2008 | La tunica sensuale                  | Poesía           |
| 2008 | El regreso del joven príncipe       | Novela narrativa |
| 2014 | La mirada impar                     | Poesía           |
| 2016 | España en mí y otros poemas         | Poesía           |
| 2017 | Un poeta para el siglo XXI          | Poesía           |
| 2019 | Sonetos del amor entero             | Poesía           |
| 2020 | Vivir se escribe en presente        | Novela narrativa |
| 2022 | Morir lo necesario                  | Novela policial  |
| 2024 | El Joven Príncipe señala el camino  | Novela narrativa |
| 2025 | El misterio del último Stradivarius | Novela policial  |

## Producciones

### Producciones teatrales

#### Franciscus
En 2016 se estrenó en el Teatro Broadway de la calle Corrientes el musical Franciscus, basado en la vida de San Francisco de Asís. Escrito por Roemmers, dirigido y producido por Flavio Mendoza y contó con la dirección actoral de Norma Aleandro y la actuación de Leticia Brédice, Federico Salles, Florencia Otero, Fabio Aste, Ana María Picchio, Eliseo Barrionuevo, Patricio Arellano, Pedro Velázquez, Diego Hodara, Mané Stancato, Manuel Quesada Bolomo y entre otros, galardonado con un Premio ACE ese mismo año y el premio Santa Clara de Asís, en 2017.

#### Regreso en Patagonia
Bajo la dirección de Sebastián Irigo y con la actuación de Fernando Dente, Nahuel Pennisi y Franco Masini, en septiembre de 2022 se estrenó en el Teatro Metropolitan Sura la obra musical Regreso en Patagonia, basada en el libro de Roemmers El regreso del Joven Príncipe. La obra cuenta con letras compuestas por Alejandro Roemmers y Gastón Cerana con la música original del compositor argentino   Nazareno Andorno y con la dirección creativa de Manu Fabeiro.

### Producciones audiovisuales

#### Young Addictions
Junto a la productora española Onza, produjo la serie documental Young addictions, que se estrenará a fines del 2022 y retrata las causas y consecuencias de las adicciones de los adolescentes a la tecnología y cómo influyen las redes sociales, y el consumo de pornografía y juegos en Internet en la vida cotidiana de los jóvenes.

#### FestivalAR
En el año 2021 impulsó FestivalAR, el primer festival de videopoemas de Argentina, con el objetivo de descubrir talentos emergentes relacionados con la fusión de la composición literaria y la producción audiovisual.[cita requerida] Contó con la participación de personas de todo el país y un total de 200 proyectos, basados en más de 20 poemas escritos por Roemmers.

#### Sinfonía argentina
En 2008 inició junto al compositor argentino Daniel Doura el proyecto Sinfonía argentina, una obra sinfónico coral concebida de una manera clásica, con una duración de 48 minutos y organizada en cuatro movimientos que corresponden a poemas de su autoría: “De la arena”, “Del mar”, “Del ser” y “De los pueblos”. 
Tres años más tarde, en 2011, se estrenó en el Teatro Colón de Buenos Aires una primera versión de la obra. Tras la grabación del disco en noviembre de 2015 en Praga,  se realizó el estreno mundial en Europa: interpretada por la Orquesta Sinfónica Nacional Checa y el Coro Sinfónico Checo de Brno, fue presentada inicialmente el 18 de octubre en Teplice, República Checa; el 21 de octubre en Múnich, Alemania y el 3 de noviembre en Praga.
El 27 de octubre de 2022, se estrenó una nueva versión en el Auditorio Nacional de Música de Madrid. En homenaje a los 500 años de la vuelta al mundo por Magallanes y Elcano, contó con una plantilla de gran orquesta, además de narrador, coro y guitarra y piano solistas. Con un concierto solidario a favor de Unicef, Fundación Querer y Scholas Occurrentes, se buscó transmitir un mensaje de fraternidad universal, paz, amor, unidad y educación.
En agosto de 2024 Alejandro Roemmers fue públicamente denunciado por Roberto Mazzoni, un sobreviviente de una red de trata de personas, quien acusó al juez Ariel Lijo de frenar la causa de una red de trata liderada por Roemmers y un dirigente del equipo de fútbol River Plate; Mazzoni declaró en el Senado argentino que además de haber sido víctima de trata de personas, denunció en 2022 a los culpables y que la causa no se mueve por decisión de Lijo, agregando que Roemmers prestó declaración en la causa con un DNI falso.

## Filantropía
Alejandro es reconocido por la ayuda que realiza a varias organizaciones sociales. Entre ellas se encuentran:
 
- Miembro honorario de Saun: Es una plataforma que sirve de nexo entre personas que buscan ayudar a otros y personas que necesitan recibir esa ayuda.[21]
- “Economía Empoderativa” (San Francisco, Jujuy): Esta iniciativa a través de la inversión, busca recuperar, regenerar y cuidar los recursos naturales e incorporar la sustentabilidad en la vida cotidiana.[22]

En septiembre de 2021, fue invitado a disertar en el evento “Vivir y mirar el mundo como un poema bellísimo” en el Vaticano por su labor social. Este fue organizado por la Orden de Frailes Franciscanos Menores (Custodia Santa Clara de Asís de Mozambique) .
Todas las regalías de las ventas de sus novelas "Vivir se escribe en presente" y "Morir lo necesario" en Argentina, son donadas a UNICEF. En España todas las regalías de las ventas de "Morir lo necesario" son donadas a Médicos sin fronteras.
A fines de agosto y principios de septiembre de 2022, participó de la Primera Edición del Vitae Summit en el Vaticano. Con la presencia del Papa Francisco y junto a 25 celebridades internacionales, el encuentro tuvo como objetivo debatir y proponer ideas para aprovechar  las artes, los medios y el entretenimiento “para desencadenar en el mundo una transformación cultural que promueva el bien común, la esperanza y el encuentro entre las personas".
Entre las figuras invitadas, también participaron el actor estadounidense Denzel Washington, el tenor italiano Andrea Bocelli, la diseñadora de modas Eva Cavalli, el cantante colombiano J Balvin y la cantante canadiense Alessia Cara, entre otros.

## Galardones y reconocimientos
- 2006, “Cultura Viva” en modalidad Poesía (España); “Alba de América”(ILCH California, USA).[27]
- 2008, Primer Premio Internacional de Poesía Gustavo Adolfo Bécquer del Pen Club de España.
- 2009, Premio Miguel Hernández a la trayectoria poética.[10]
- 2010, Personalidad Destacada de la Cultura por el Gobierno de la Ciudad de Buenos Aires, y recibió un reconocimiento en la Universidad Nacional Autónoma de México. También ha sido homenajeado por la Cámara de Diputados de Argentina en mérito a su contribución a la cultura y las letras.[28]
- Galardón “Miguel Hernández” por su trayectoria como poeta.[29]
- 2014, Distinción por el Real Instituto de Cultura de México y por la Città di San Severo y la Comunità de San Marco in Lamis, Italia.
- 2015, Distinción a su destacada trayectoria y contribución a las artes y letras en Iberoamérica por la Sociedad de Escritores de Chile.[30]
- 2018, “Senador Domingo Faustino Sarmiento” entregado por los senadores de la nación argentina, por su labor como escritor, autor teatral, compositor y filántropo.[31]
- 2023, Premio San Francesco, otorgado por la Pontificia Universidad Antonianum de Roma, por su labor filantrópica y espiritual[32][33]
- 2024, Premio Ernesto Cardenal a la Concordia y los Derechos Humanos 2024. [34]

## Controversias
En 2016 es nombrado en los Papeles de Panamá, a raíz de la filtración informativa en medios de prensa de documentos confidenciales de la firma de abogados panameña Mossack Fonseca conforme la cual existió el ocultamiento de propiedades de empresas, activos, ganancias, Roemmers se vio involucrado en dicho escándalo al aparecer junto a otros empresarios, en una lista de personajes con propiedades, cuentas y empresas en paraísos fiscales.
El 4 de diciembre de 2019 protagonizó una polémica con María Kodama que rechazaría la iniciativa de crear un "Museo Borges" con manuscritos donados por el empresario Alejandro Roemmers. Kodama afirmó que los libros que pretendía aportar el empresario habían sido "robados" a Borges por una empleada doméstica. Luego de la acusación, Roemmers afirmó que tenía «documentación respaldatoria» comprobar que los papeles de Borges fueron adquiridos de manera legítima.
En agosto de 2024 Alejandro Roemmers fue públicamente denunciado por Roberto Mazzoni, bailarín argentino conocido por haber mediatizado su separación con el también bailarín Hernán Piquín. Dicho expediente va en contra de hombres del negocio de la salud y el fútbol, entre ellos Alejandro Roemmers, quien se defendió en un comunicado público y acusó de extorsión al denunciante. El empresario definió en el comunicado a Mazzoni como “un individuo con antecedentes de extorsión, hurto y violencia que han tomado estado público” y habló de supuesta “difamación y extorsión a un reconocido artista e intento de atropello con una camioneta robada” por parte del denunciante.[cita requerida]
Según Roemmers, “la Justicia archivó la falsa denuncia de Roberto Mazzoni después de dos años en que se presentara ninguna prueba y ningún damnificado en la causa, ni siquiera el propio Mazzoni, ya que nunca trató” con Roemmers.
El viernes 23 de Mayo, tras una serie de testimonios, Alejandro G. Roemmers fue sobreseído de toda denuncia de Roberto Mazzoni, por el Juzgado Nacional en lo Criminal y Correccional Federal Número 12 de la ciudad de Buenos Aires a cargo del Juez Ariel Lijo.  